# Feels Good to Me
Feels Good to Me is het debuutmuziekalbum van de jazzrockformatie Bruford. Bruford had net een rondje langs de velden gemaakt; hij speelde in talloze bands, waaronder Genesis, maar ging in 1977 zijn eigen weg met deze band. De muziek is uiterst technisch. Het album is opgenomen in de Trident Studios in Londen. De producer Robin Lumley is tevens de toetsenist van een andere destijds beroemde jazzrockformatie: Brand X.

## Musici
- Annette Peacock - zang;
- Allan Holdsworth – gitaar;
- Jeff Berlin – basgitaar;
- Dave Stewart – toetsen;
- Bill Bruford – slagwerk.

Verder spelen mee Kenny Wheeler (flugelhoorn), John Goodsall (gitaar op (1)) en Neil Murray (basgitaar).  

## Composities
1. Beelzebub (BB)
2. Back to the beginning (BB)
3. Seems like a lifetime ago (BB)
4. Sample and hold (BB/DS)
5. Feels good to me (BB)
6. Either end of August (BB)
7. If you can't stand the heat (BB/DS)
8. Springtime in Siberia (BB/DS)
9. Adios a la Pasada (BB/AP)